# Eriocaulon apetalum
Eriocaulon apetalum är en gräsväxtart som beskrevs av Punekar, Malpure och Pakshirajan Lakshminarasimhan. Eriocaulon apetalum ingår i släktet Eriocaulon och familjen Eriocaulaceae. IUCN kategoriserar arten globalt som livskraftig. Inga underarter finns listade i Catalogue of Life.